# Niederburg
Niederburg ist eine Ortsgemeinde im Rhein-Hunsrück-Kreis in Rheinland-Pfalz. Sie gehört der Verbandsgemeinde Hunsrück-Mittelrhein an.

## Geographie
Das Haufendorf liegt am Rande des Hunsrücks nahe dem Rhein mit Blick auf die Oberweseler Schönburg, die Burg Gutenfels sowie die Burg Pfalzgrafenstein. Die Gemarkung umfasst 6,78 km² Fläche, davon sind 3,17 km² Wald.

## Geschichte
Niederburg entstand vermutlich im 10. Jahrhundert. Die erste urkundliche Erwähnung findet sich jedoch erst im Jahre 1256, als in einer Zeugenliste Gottfried von Niederburg (Niderenberch) auftrat. Die ersten Siedler waren Köhler, Bauern und Handwerker. 1309 befand sich nachweislich eine erste Kirche in Niederburg, die der Trierer Erzbischof und Kurfürst Werner III. von Falkenstein 1386 zur Pfarrkirche erhob.
Im 14. Jahrhundert hatte der Ort besondere Vorrechte. Noch um 1550 war er nach Oberwesel selbst der bevölkerungsreichste Ort des kurtrierischen Amtes Oberwesel. Ein Konflikt zwischen dem Trierer Erzbischof von Falkenstein und der Stadt Oberwesel steigerte sich im Jahre 1390 bis in eine bewaffnete Auseinandersetzung, den sogenannten Weseler Krieg. Erstmals im Rheinland wurden dabei vom Niederenberg aus Geschütze eingesetzt und die Stadt über ein Jahr lang belagert, bevor diese am 9. Oktober 1391 aufgab. Anschließend wurde Niederenberg in die noch heute aktuelle Bezeichnung Niederburg umbenannt. Aufgrund des Krieges wurde die Zugehörigkeit zur Stadt Oberwesel aufgehoben. 1414 finden sich in Urkunden sogar Hinweise darauf („oppidum Nydernberg prope dictam Wesaliam“), dass Niederburg als Stadt auftritt. Dass Niederburg in dieser Zeit schon mit Wällen und Gräben befestigt war, ist anzunehmen, noch 1852 waren diese Wehranlagen größtenteils erhalten. 1434 jedoch wurde die Selbständigkeit von Niederburg wieder aufgehoben und auf Veranlassung des Erzbischofs Raban von Helmstatt kam der Ort zurück an die Stadt Oberwesel.
Seit 1786 bildet Niederburg eine selbständige Gemeinde. Mit der Besetzung des linken Rheinufers 1794 durch französische Revolutionstruppen wurde der Ort französisch, 1815 wurde er auf dem Wiener Kongress dem Königreich Preußen zugeordnet.
Nach dem Ersten Weltkrieg war Niederburg zeitweise wieder französisch besetzt.
Am 21. November 1944 kam es im Rahmen alliierter Luftangriffe kurz nach 13 Uhr in und um Niederburg zum Abwurf von 52 Bomben. Vermutliches Ziel war die Bahnlinie, die an Niederburg im Rheintal vorbeiführt. Bei dem Angriff trafen jedoch zwei Bomben das Ortszentrum, wobei zwei Menschen starben.
Seit 1946 ist der Ort Teil des damals neu gebildeten Landes Rheinland-Pfalz.

## Politik

### Gemeinderat
Der Gemeinderat besteht aus zwölf Ratsmitgliedern, die bei der Kommunalwahl am 9. Juni 2024 in einer Mehrheitswahl gewählt wurden, und dem ehrenamtlichen Ortsbürgermeister als Vorsitzendem.

### Bürgermeister
Ortsbürgermeister von Niederburg ist Jörg Oppenhäuser. Da bei der Direktwahl am 26. Mai 2019 kein Kandidat angetreten war, wurde er gemäß rheinland-pfälzischer Gemeindeordnung vom Gemeinderat gewählt. Er ist Nachfolger von Hermann-Josef Klockner, der nicht mehr angetreten war. Bei der Direktwahl am 9. Juni 2024 wurde er als einziger Bewerber mit einem Stimmenanteil von 91,8 % für weitere fünf Jahre in seinem Amt bestätigt.

## Kultur und Sehenswürdigkeiten

### Kirche St. Stephanus
Die Ortskirche von Niederburg, deren Schutzpatron nach einem Visitationsprotokoll von 1657 der Heilige Stephanus ist und welche erstmals im Jahre 1309 erwähnt wurde, besitzt noch heute ihren romanischen Kirchturm aus der Anfangszeit. Hier hängen zwei Glocken aus dem Mittelalter. Die Glocken wurden 1477 von Tyllmann von Hachenburg gegossen, überstanden den Dreißigjährigen Krieg sowie den Zweiten Weltkrieg. Die 27 Zentner schwere Glocke trägt den Namen Maria, der Einguss der kleineren mit 20 Ztr. besagt, dass sie Stephanus heißt. 1954, mit der Erweiterung der Kirche, bekam die Gemeinde zwei weitere Glocken. Sie stammen aus der Glockengießerei Mabilon aus Saarburg, sind 14 und 10 Zentner schwer und dem Heiligen Josef sowie dem Heiligen Laurentius und der Heiligen Maria Goretti geweiht.
Im Mittelalter gehörte Niederburg zum Archidiakonat Karden und zum Landkapitel Boppard. 1802 kam Niederburg als Hilfspfarrei im neugebildeten Kanton Sankt Goar zum Bistum Aachen, im Jahre 1824 jedoch an das Bistum Trier zurück. Seit 1827 gehört Niederburg zum Dekanat St. Goar.

### Burg Niederburg
Von der ehemaligen Burganlage Niederburg sind heute nur noch Reste der Einschließungsmauer und des Wallgrabens vorhanden. Wann und durch wen die Burg zerstört wurde, ist nicht überliefert.
Siehe auch: Liste der Kulturdenkmäler in Niederburg

### UNESCO-Welterbe Oberes Mittelrheintal
Seit 2002 gehört das auf der Rheinhöhe gelegene Niederburg zum UNESCO-Welterbe Oberes Mittelrheintal. Diese Auszeichnung würdigt das Mittelrheintal nicht nur in seiner wirtschaftlichen Bedeutung als eine der wichtigsten Verkehrswege Europas, sondern vor allem die in sich geschlossene, einzigartige Kulturlandschaft: Historische Architektur und aufregende Topographie bezaubern seit der „Entdeckung“ des Mittelrheintals im ausgehenden 18. Jahrhundert Reisende aus nah und fern.

## Wirtschaft
Bis in das Jahr 2000 war die Flur rund um Niederburg geprägt vom Weinbau. Im Jahre 2000 ließ jedoch der letzte Winzer seine Reben roden. Seitdem ist kein Weinbau mehr in und um Niederburg vorhanden. Einige Flächen werden von Oberweseler Winzern bewirtschaftet. Einige Nebenerwerbslandwirte betreiben noch etwas Landwirtschaft. Das Grünland, besonders in den Hanglagen, wird durch Weidewirtschaft genutzt. An Handwerk bestehen ein Sägewerk mit Zimmerei, ein Dachdeckerbetrieb und ein Heizungsbauer; weiter existieren ein Schmiede-/Wagenbau-, ein Elektro- und ein Garten-Service-Betrieb. Viele pendeln über die nahe Autobahn 61 in die Städte der Umgebung aus.

## Persönlichkeiten
- Wilhelm Schneider (1913–1995), Politiker